# Tibezonium iodide
Tibezonium iodide (hay tibenzonium iodide) là một chất khử trùng để sử dụng trong miệng. Nó là một loại muối bao gồm một cation amoni bậc bốn ưa mỡ và iodide như là đối trọng.